# Walentaïta
La walentaïta és un mineral de la classe dels arsenats. Rep el seu nom del Dr. Kurt Walenta (1927-), professor de mineralogia de la Universitat de Stuttgart (Alemanya), qui va fer contribucions significatives a la mineralogia dels arsenats i fosfats, especialment des del Schwarzwald (Selva Negra).

## Característiques
La walentaïta és un arsenat de fórmula química H(Ca,Mn2+,Fe2+)Fe₃3+(AsO₄,PO₄)₄·7H₂O. Va ser aprovada com a espècie vàlida per l'Associació Mineralògica Internacional l'any 1983. Cristal·litza en el sistema ortoròmbic. La seva duresa a l'escala de Mohs és 3.
Segons la classificació de Nickel-Strunz, la walentaïta pertany a «08.CH: Fosfats sense anions addicionals, amb H₂O, amb cations de mida mitjana i gran, RO₄:H₂O < 1:1» juntament amb els següents minerals: anapaïta, picrofarmacolita, dittmarita, niahita, francoanel·lita, taranakita, schertelita, hannayita, struvita, struvita-(K), hazenita, rimkorolgita, bakhchisaraitsevita, fahleïta, smolyaninovita, barahonaïta-(Al) i barahonaïta-(Fe).

## Formació i jaciments
Va ser descoberta l'any 1983 a la mina White Elephant, a Pringle, al comtat de Custer (Dakota del Sud, Estats Units). També ha estat descrita a Paris, al comtat d'Oxford (Maine, Estats Units), a Luning (Nevada, Estats Units), a la mina Griffins Find Gold (Austràlia Occidental), a Oumlil, a la província d'Ouarzazate (Regió de Souss-Massa-Draâ, Marroc) i a la mina Salmantina, a Navasfrías (Salamanca, Espanya). Sol trobar-se associada a altres minerals com: tridimita, spessartina, rockbridgeïta, quars, löllingita i moscovita.